# Plan de coffrage
Un plan de coffrage ou un plan d'exécution est un dessin technique préparé par un bureau d'études en génie civil, c'est un document de référence qui permet l’exécution de l’ossature de l’ouvrage.
C'est un document technique qui décrit l'ensemble des éléments nécessaires à la réalisation d'un coffrage, c'est-à-dire la structure qui permet de couler du béton dans une forme donnée. Il est réalisé par un bureau d'études ou un ingénieur BTP, et est basé sur les plans d'architecte ou d'ingénieur.

## Éléments représentés dans un plan de coffrage

Exemple d'un plan de coffrage

- Poteaux : ils sont représentés par une coupe de leur forme (exemples : carré, cercle, rectangle...) et repérés par la lettre P en trait fort, suivie d’un numéro, exemple : P1, P2...
- Poutres : elles sont repérées par une lettre
- et un numéro suivi de la section indiquée entre parenthèses. La référence des poutres doit préciser dans l’ordre suivant : largeur et hauteur : {\displaystyle A1(22\times 30)} pour désigner que la poutre A1 fait 22 cm de largeur et 30 cm de hauteur. Les poutres sont de deux types : principales, représentées en trait continu fort et non principales trait interrompu ;
- Voiles : représenté par un trait fort ;
- Dalles: représentées par plusieurs écritures mais toutes exigent l'épaisseur de la dalle, généralement dans deux cercles en trait fin exemple : DP 20 c'est-à-dire dalle pleine de 20 cm d'épaisseur.
- Ouvertures : ce sont les portes, les fenêtres et les passages en béton armé. Elles sont représentées par un trait discontinu.
- Les réservations : ce sont les emplacements prévus pour les canalisations, les gaines techniques et les appareils sanitaires. Elles sont représentées par un trait pointillé.
- Les armatures : ce sont les barres d'acier qui renforcent le béton. Elles sont représentées par des symboles spécifiques.

## Cotation des plans de coffrage
Cotation extérieure
- Cotes des axes principaux sur lesquels sont disposés les poteaux, poutres et voiles.
- Cotes des décrochements de façades s’ils existent.
- Cote totale qui nous indique la longueur totale d'une coté du plan du coffrage.

Cotation intérieure
- Cote de niveau de la partie supérieure du plancher considéré, exemple : + 3.800
- L’épaisseur de la dalle indiqué dans deux cercles en trait fin.
- Dimensions des poteaux, poutre et voile.

## Les coupes verticales
Il est possible d’effectuer des coupes verticales partiellement ou sur toute la hauteur pour montrer les différents planchers du bâtiment dans le plan de coffrage.

### Représentation graphique des éléments
- Éléments représentés

Fondations, voiles, poteaux, poutres et planchers indiqués en trait renforcé ou fort selon la position du plan de coupure.

### Cotation d’exécution
On indique généralement :
- la hauteur sous plafond et les épaisseurs des différents planchers,
- la hauteur de chaque poutre,
- les cotes de hauteur de toutes les baies visibles sur la coupe,
- les cotes de niveau des différents planchers.

## Tableau de détails
Le tableau des détails est essentiel dans le plan de coffrage pour montrer les dimensions réelles des éléments de ce plan. Par exemple un tableau des détails des poteaux décrit leur type, avec le détail des armatures et les cotations.